# Blackpink (EP)
Blackpink (estilizado em letras maiúsculas) é o primeiro extended play japonês do grupo feminino sul-coreano Blackpink. Foi lançado digitalmente em 29 de agosto de 2017 e fisicamente no dia seguinte pela YGEX.
O EP estreou na primeira posição da Oricon Albums Chart em suas tabelas diárias e semanais. O grupo se tornou o terceiro artista estrangeiro no topo da lista com um lançamento de estreia desde 2011.
Uma reedição do EP intitulada Re: Blackpink foi lançada em 28 de março de 2018.

## Antecedentes
Em maio de 2017, foi relatado que o grupo ofereceria uma apresentação de estreia no Nippon Budokan em 20 de julho e lançaria seu primeiro álbum em 9 de agosto.
Em 13 de julho, foi anunciado oficialmente que o álbum de estreia do grupo seria um EP chamado Blackpink que seria lançado em 30 de agosto. O Videoclipe de "Boombayah" também foi lançado. No mesmo dia, os detalhes do álbum foram revelados, incluindo a lista de faixas. Possui duas versões: CD+DVD, contendo as versões em japonês e coreano dos singles do grupo, além de cinco videoclipes; e apenas CD, contendo apenas as músicas em japonês.
O EP foi lançado digitalmente em 29 de agosto de 2017, através do iTunes Japão e globalmente.

## Composição
O EP em japonês compila três singles lançados anteriormente em coreano;  "Square One" (contendo "Boombayah" e "Whistle"), "Square Two" (contendo "Playing with Fire" e "Stay") e "As If It's Your Last".

## Promoção
A fim de promover a próxima estreia no Japão na televisão e na internet, o grupo lançou a versão completa do videoclipe japonês, começando com "Playing with Fire" na MTV Japan em 10 de julho de 2017, "Whistle" na Music On! TV em 10 de julho de 2017, "Stay" na GYAO! em 11 de julho de 2017, "Boombayah" na GYAO! em 13 de julho de 2017 e a última música, "As If It's Your Last" na AbemaTV (K World Channel) em 16 de julho de 2017.
Além disso, o grupo enviou versões curtas de seus singles em japonês no YouTube, começando com "Boombayah" em 13 de julho e continuou com "Whistle" em 14 de julho, "Playing with Fire" em 15 de julho, "Stay" em 16 de julho e "As If It's Your Last" em 17 de julho.
Em 8 de agosto, a versão japonesa de "Boombayah" foi lançada no iTunes Japão como o single promocional do EP.

## Desempenho comercial
Blackpink estreou no topo da Oricon Daily Album Chart em 29 de agosto de 2017 com 21.583 cópias físicas vendidas durante o primeiro dia. Em seu segundo dia, o EP continuou no topo da tabela. O álbum foi colocado no primeiro lugar da Oricon Weekly Album Chart, com 39.100 cópias físicas vendidas em sua primeira semana. Elas se tornaram as terceiras artistas estrangeiras a conseguir o primeiro lugar na parada semanal da Oricon com um lançamento de estreia. O EP foi o quarto álbum mais vendido no Japão durante o mês de agosto de 2017.
O EP também liderou a tabela Hot Albums da Billboard Japan.

## Lista de faixas
| Download digital / CD |                                         |                           |                                |         |  |
| N.º                   | Título                                  | Letras                    | Música                         | Duração |  |
| 1.                    | "Boombayah"                             | Teddy Bekuh Boom          | Teddy Bekuh Boom               | 4:01    |  |
| 2.                    | "Whistle"                               | Teddy Bekuh Boom          | Teddy Future Bounce Bekuh Boom | 3:31    |  |
| 3.                    | "Playing with Fire"                     | Teddy                     | Teddy R.Tee                    | 3:17    |  |
| 4.                    | "Stay" (Versão coreana)                 | Teddy                     | Teddy Seo Wonjin               | 3:50    |  |
| 5.                    | "As If It's Your Last" (Versão coreana) | Teddy Brother Su CHOICE37 | Teddy Future Bounce Lydia Paek | 3:33    |  |
| 6.                    | "Whistle" (Versão acústica)             | Teddy Bekuh Boom          | Teddy Future Bounce Bekuh Boom | 3:32    |  |

| Blackpink – CD+DVD |                                             |                           |                                |         |  |
| N.º                | Título                                      | Letras                    | Música                         | Duração |  |
| 7.                 | "Boombayah" (Versão coreana)                | Teddy Bekuh Boom          | Teddy Bekuh Boom               | 4:01    |  |
| 8.                 | "Whistle" (Versão coreana)                  | Teddy Bekuh Boom          | Teddy Future Bounce Bekuh Boom | 3:31    |  |
| 9.                 | "Playing with Fire" (Versão coreana)        | Teddy                     | Teddy R.Tee                    | 3:17    |  |
| 10.                | "Stay" (Versão coreana)                     | Teddy                     | Teddy Seo Wonjin               | 3:50    |  |
| 11.                | "As If It's Your Last" (Versão coreana)     | Teddy Brother Su CHOICE37 | Teddy Future Bounce Lydia Paek | 3:33    |  |
| 12.                | "Whistle" (Versão acústica, Versão coreana) | Teddy Bekuh Boom          | Teddy Future Bounce Bekuh Boom | 3:32    |  |

| Blackpink – CD+DVD (vídeos) |                                     |         |  |
| N.º                         | Título                              | Duração |  |
| 1.                          | "Boombayah" (Videoclipe)            |         |  |
| 2.                          | "Whistle" (Videoclipe)              |         |  |
| 3.                          | "Playing with Fire" (Videoclipe)    |         |  |
| 4.                          | "Stay" (Videoclipe)                 |         |  |
| 5.                          | "As If It's Your Last" (Videoclipe) |         |  |
| 6.                          | "Making Video"                      |         |  |

| Re: Blackpink – CD+DVD (vídeos) |                                                           |         |  |
| N.º                             | Título                                                    | Duração |  |
| 1.                              | "Boombayah" (Videoclipe)                                  |         |  |
| 2.                              | "Whistle" (Videoclipe)                                    |         |  |
| 3.                              | "Playing with Fire" (Videoclipe)                          |         |  |
| 4.                              | "Stay" (Videoclipe)                                       |         |  |
| 5.                              | "As If It's Your Last" (Videoclipe)                       |         |  |
| 6.                              | "Making Video"                                            |         |  |
| 7.                              | "Boombayah" (Blackpink Premium Debut Showcase)            |         |  |
| 8.                              | "Playing with Fire" (Blackpink Premium Debut Showcase)    |         |  |
| 9.                              | "Whistle" (Blackpink Premium Debut Showcase)              |         |  |
| 10.                             | "Stay" (Blackpink Premium Debut Showcase)                 |         |  |
| 11.                             | "As If It's Your Last" (Blackpink Premium Debut Showcase) |         |  |
| 12.                             | "Boombayah" (KR Ver.; Blackpink Premium Debut Showcase)   |         |  |
| 13.                             | "Special interview + jacket shooting making""             |         |  |
| 14.                             | "Boombayah" (A-nation 2017)                               |         |  |
| 15.                             | "As If It's Your Last" (A-nation 2017)                    |         |  |

## Desempenho nas tabelas
| Tabela musical (2017)    | Melhor posição |
| ------------------------ | -------------- |
| Japanese Albums (Oricon) | 1              |

## Histórico de lançamento
| Região | Data                 | Formatos         | Gravadoras         |
| ------ | -------------------- | ---------------- | ------------------ |
| Várias | 29 de agosto de 2017 | Download digital | Avex Entertainment |
| Japão  | 30 de agosto de 2017 | CD CD+ DVD       | YGEX               |
| Japão  | 28 de março de 2018  | CD CD+ DVD       | YGEX               |